# Dischistus capito
Dischistus capito är en tvåvingeart som beskrevs av Friedrich Hermann Loew 1860. Dischistus capito ingår i släktet Dischistus och familjen svävflugor. Inga underarter finns listade i Catalogue of Life.